# Sargento Gurgel
João Carlos Soares Gurgel (Nova Iguaçu, 2 de dezembro de 1980), mais conhecido como Sargento Gurgel, é um policial militar inativo da PMERJ e político brasileiro filiado ao Partido Liberal (PL), que atualmente é Deputado Federal pelo Rio de Janeiro.
Servidor Público do Estado do Rio de Janeiro, professor, estudante e presidente do IBRASPPE (Instituto Brasileiro de Segurança Pública e Pesquisa), iniciou sua carreira política em 2010 no clamor por um Legislativo mais próximo da realidade dos Servidores Públicos. Formou-se em Direito em 2011, em 2013 concluiu sua especialização em Direito Público e Tributário com ênfase em Docência do Ensino Superior, ambos pela Universidade Cândido Mendes e em 2015 concluiu a Pós-Graduação em Políticas Públicas de Justiça Criminal e Segurança Pública na Universidade Federal Fluminense (UFF). 

Nas eleições de 2018, foi candidato a deputado pelo PSL e foi eleito com 62.089 votos. Hoje em dia, faz parte da Frente Parlamentar da Segurança Pública e integra as seguintes comissões: Comissão de Constituição e Justiça e de Cidadania - CCJC, da Comissão de Segurança Pública e Combate ao Crime Organizado - CSPCCO e da Comissão de Defesa do Consumidor.  